# Corbin (muzyk)
Corbin Smidzik (ur. 20 lutego 1998) lepiej znany jako Corbin (również Spooky Black i Lil Spook) – amerykański muzyk, raper i autor tekstów pochodzący z Saint Paul, Minnesota. Jest członkiem kolektywu Thestand4rd.

## Kariera
Smidzik zyskał popularność w internecie dzięki serii solowych wydawnictw na platformie SoundCloud. Jego pierwsza płyta Forest została wydana pod koniec 2013 roku w formie EP’ki, o charakterze hip-hop’owym, w przeciwieństwie do późniejszej twórczości artysty i jego bardziej rozpoznawalnego śpiewu stylizowanego na R&B.
Do 2014 roku Smidzik zyskiwał ogromną popularność dzięki SoundCloud i YouTube. Teledysk do piosenki „Without You”, z minialbumu Black Silk (wydanej w lutym 2014 r.), osiągnął ponad milion wyświetleń w serwisach YouTube i WorldStarHipHop (do 2020 było to już 10 milionów wyświetleń). Magazyn Vice uznał wideo za „natychmiastowy klasyk” i opublikował artykuł zatytułowany „Is Spooky Black Going to Take Over the R&B Game?”, natomiast magazyny Consequence of Sound i Complex nazwały „Without You” jedną z najlepszych piosenek 2014 roku.
Smidzik jest znany z publikowania swoich materiałów bez jakiejkolwiek wcześniejszych promocji i często odrzucał prośby o wywiady. W sierpniu 2014 roku wydał EP Leaving i teledysk do utworu „DJ Khaled Is My Father”. W październiku menadżerem Smidzika był kanadyjski producent muzyczny Doc McKinney. W grudniu wydał nową piosenkę pt. „Worn” pod nowym pseudonimem – Corbin. Na Twitterze opublikował post dotyczący zmiany swojej nazwy artystycznej, tłumacząc, że „Spooky Black to głupi pseudonim”.
Również w 2014 roku Smidzik i jego koledzy z Minnesoty związani z muzyką, Allan Kingdom, Bobby Raps i Psymun utworzyli hip-hop/R&B grupę o nazwie Thestand4rd. Wydali swój debiutancki album pt. Thestand4rd w listopadzie 2014 roku, wyprodukowany w całości przez samą grupę i Doc McKinney. W listopadzie 2014 roku Corbin i reszta grupy Stand4rd wyruszyli w trasę po Stanach Zjednoczonych, która obejmowała koncert w SOB's w Nowym Jorku, gdzie zostali przedstawieni przez DJ Khaleda. Grupa wyprzedała wszystkie siedem koncertów podczas ich debiutanckiej trasy koncertowej.
Po wydaniu EP’ki Couch Potato z Bobby Rapsem w 2015 roku, Smidzik praktycznie milczał i rzadko występował przez następne 2 lata.
16 stycznia 2017 roku Smidzik niespodziewanie umieścił piosenkę „Destrooy” na swoim SoundCloud. 25 czerwca 2017 r. Ogłosił na Twitterze, że on sam, Shlohmo i D33J wyruszą w trasę po Ameryce Północnej pod koniec roku. Później, 24 sierpnia, Smidzik zapowiedział swój debiutancki album Mourn, który ukazał się 5 września 2017 roku nakładem wytwórni Shlohmo – Wedidit.
W State of the World Tour, amerykańska artystka nagraniowa Janet Jackson wykorzystuje piosenkę „Idle” (pochodzącą z EP’ki Corbina zatytułowanej Leaving) jako przerywnik wideo przed odtworzeniem swojego utworu „What About”
1 stycznia 2019 roku Corbin zaczął wydawać single na swojej stronie SoundCloud. Jako pierwszy został wydany „Wretch”, będąc prezentem noworocznym dla fanów. W ciągu roku po „Wretch” pojawiło się kilka innych singli, zarówno nowych, jak i wcześniej niepublikowanych. Później, w sierpniu tego samego roku, Corbin stracił dostęp do swojego konta Spotify.
W 2020 roku, w odpowiedzi na utratę dostępu do swojego konta Spotify, Corbin zaczął przesyłać poprzednie przesłane pliki Soundcloud na nową stronę Spotify pod swoim nazwiskiem, Corbin Smidzik. Zawarta w tych przesłanych jest poprzednia wersja jego albumu Mourn, zatytułowany po prostu: Mourn 2016.
24 lipca 2020 roku Corbin pojawił się w piosence The Kid Laroi „Not Fair” ze jego debiutanckiego mixtape’a, F * ck Love. Corbin pojawił się również w towarzyszącym mu teledysku wydanym tego samego dnia.
Corbin napisał piosenki dla takich artystów jak Future, NAV, i Dua Saleh.

## Dyskografia[29]

### Albumy
- Mourn (2017) (jako: Corbin)
- Mourn 2016 (2019) (jako: Corbin Smidzik)[30]
- Ghost With Skin (2021) (jako: Corbin)

### Mixtape’y
- Forest (2013) (jako: Spooky Black)
- Black Silk (2014) (jako: Lil Spook)

### EP’ki
- Leaving (2014) (jako: Spooky Black)
- Winter (2015) (jako: Spooky Black)
- Couch Potato (2015) (jako: Corbin) (z: Bobby Raps)

### Single
- B My Boo (2013)
- Pizza Demon (2013)
- 4 U (2013)
- SEQUENCEOFIGNORANTSUICIDALLYRICS (2014)
- Without You (2014)
- Ready (2014)
- Blind (2014) (z: Psymun, Bobby Raps)
- Motionless (2014) (z: Bobby Raps)
- Alone (2014) (z: Bobby Raps)
- Reason (2014)
- Worn (2014)
- destrooy (2017)
- Ice Boy (2017)
- Mourn (2017)
- Hunker Down (2017)
- FuckBounce (2018)
- Convent (2018)
- Wretch (2019)
- calmdown (demo) (2019)
- Fuckthisbad (rufff) (2019)
- Misery Demo (2019)
- There’s a 100 Million Girls in the World.. But I... Want... Youuu (2019)
- Krrokodil Interlude (2019)